# Fabio Metelli
Fabio Metelli (* 10. Juni 1907 in Triest; † 22. Januar 1987 in Padua) war ein italienischer Psychologe und gilt neben Gaetano Kanizsa und deren beider Lehrer Cesare Musatti als einer der namhaftesten Vertreter der Gestalttheorie in Italien. Von 1943 bis 1973 war er Direktor des Psychologischen Instituts der Universität Padua. Seine wissenschaftlichen Arbeiten auf dem Gebiet der Wahrnehmungspsychologie gehören noch heute zu den Standardwerken in diesem Forschungsfeld. Sein bekanntester Beitrag ist der zur Mathematisierung der Gesetze der Transparenzwahrnehmung. Er erschien 1974 unter dem Titel The Perception of Transparency in der Zeitschrift Scientific American (Band 230, S. 90–98) und brachte Metelli über Italien hinaus Resonanz und Anerkennung auf internationaler Ebene.